# Hillrose (Colorado)
Hillrose es un pueblo ubicado en el condado de Morgan en el estado estadounidense de Colorado. En el Censo de 2010 tenía una población de 264 habitantes y una densidad poblacional de 467,57 personas por km².

## Geografía
Hillrose se encuentra ubicado en las coordenadas 40°19′27″N 103°31′21″O / 40.32417, -103.52250. Según la Oficina del Censo de los Estados Unidos, Hillrose tiene una superficie total de 0.56 km², de la cual 0.56 km² corresponden a tierra firme y (0%) 0 km² es agua.

## Demografía
Según el censo de 2010, había 264 personas residiendo en Hillrose. La densidad de población era de 467,57 hab./km². De los 264 habitantes, Hillrose estaba compuesto por el 83.71% blancos, el 0% eran afroamericanos, el 0.76% eran amerindios, el 0% eran asiáticos, el 0% eran isleños del Pacífico, el 11.74% eran de otras razas y el 3.79% pertenecían a dos o más razas. Del total de la población el 22.35% eran hispanos o latinos de cualquier raza.